# 이리 대 팝스 사건
이리 대 팝스 사건은 미국 연방 대법원의 판례이다. 나체 춤의 의사전달적 효과를 인정하여 표현의 자유로 보호를 받는 표현으로 보았다. 단 지역에서 나체 춤을 규제하는 시의 조례는 누드 춤이 발생시키는 2차적 효과(범죄나 부동산 가치 하락)등을 향한 것이고 춤이 가진 의사전달 효과에 향한 것이라니라면 내용 중립적이므로 엄격심사가 아닌 완화된 심사기준을 적용하였다. 결론적으로 나체 춤을 제한하는 규제에 대해서 합헌이라고 판단했다.

## 같이 보기
- 홍등가